# 劉伯海爾德島

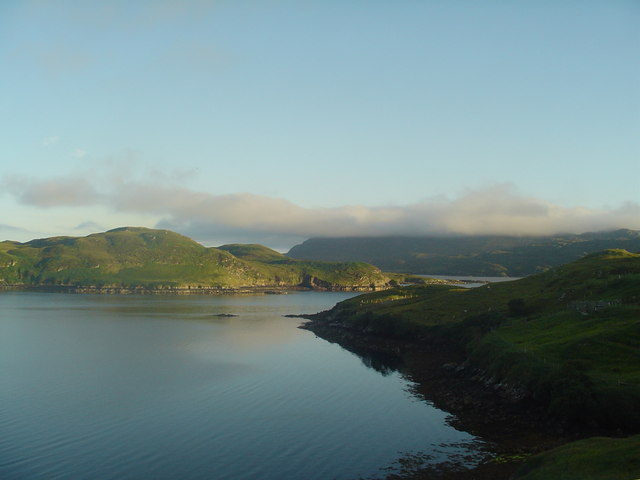

劉伯海爾德島是蘇格蘭的島嶼，位於劉易斯島以東的大西洋海域，屬於外赫布里底群島的一部分，面積1.25平方公里，最高點海拔高度76米，島上無人居住。
58°0′6″N 6°25′51″W / 58.00167°N 6.43083°W